# サイコ4
『サイコ4』（Psycho IV: The Beginning）は、1990年製作のアメリカTV映画作品。

## 概要
アルフレッド・ヒッチコックが生んだ往年のサイコスリラー映画のバイブル『サイコ』シリーズの通算4作目にあたり、アンソニー・パーキンス後期の主演作。前作パート3では監督を務めたパーキンスは今回は主演に専念し、代わってミック・ギャリスが監督を引き継いでいる。前3作までは劇場公開作品であったが、本作はTVムービーとして製作された。
本作は、ノーマン狂気のルーツを克明に描写している。描かれなかった彼の知られざる孤独と少年時代の秘密を暴く展開で、シリーズ中登場しなかったノーマンの母親が登場する。名女優オリビア・ハッセーがこれに扮したほか、『E.T.』で主人公を演じたヘンリー・トーマスがノーマンの若き日を演じている。

## ストーリー
深夜、あるラジオ番組で、リスナーからの告白をメインのコーナーとして人気を誇る番組の放送中、ある男から意外な告白が寄せられる。当日のテーマは「母殺し」。電話の男は、あたかも自分がそれを実行したかのようなニュアンスを匂わせる話しぶりで、パーソナリティとゲストの心理カウンセリングを相手に作り話を楽しんでいるようだったが、次第に話が進むにつれ、自分はあのモーテル殺人事件でかつて逮捕された、ノーマン・ベイツであることを告白した。すでに愛する女性と暮らし、表向き社会復帰しているかのようなノーマンだが、彼の狂気はまだ終わった訳ではなかった…。

## キャスト
- ノーマン・ベイツ（英語版）：アンソニー・パーキンス
- ノーマン・ベイツ（少年時代）：ヘンリー・トーマス
- ノーマ・ベイツ（英語版）：オリヴィア・ハッセー
- フラン・アンブローズ：CCH・パウンダー